# Cueva de Bantabaré
Cueva de Bantabaré o cuevas de Bantabaré es el nombre que recibe una serie de cavernas ubicadas en la isla de Bioko (antes Fernando Poo) frente al golfo de Guinea del océano Atlántico, al norte del país africano de Guinea Ecuatorial.
Durante la época en que la isla era territorio español, se organizaron diversas expediciones para explorar su interior, en 1962 un grupo se adentró hasta 3 kilómetros dejando en su interior una figura religiosa de la Virgen María dentro de una urna.
Recibe su nombre por la localidad homónima.